# El Embarcadero (San Francisco)

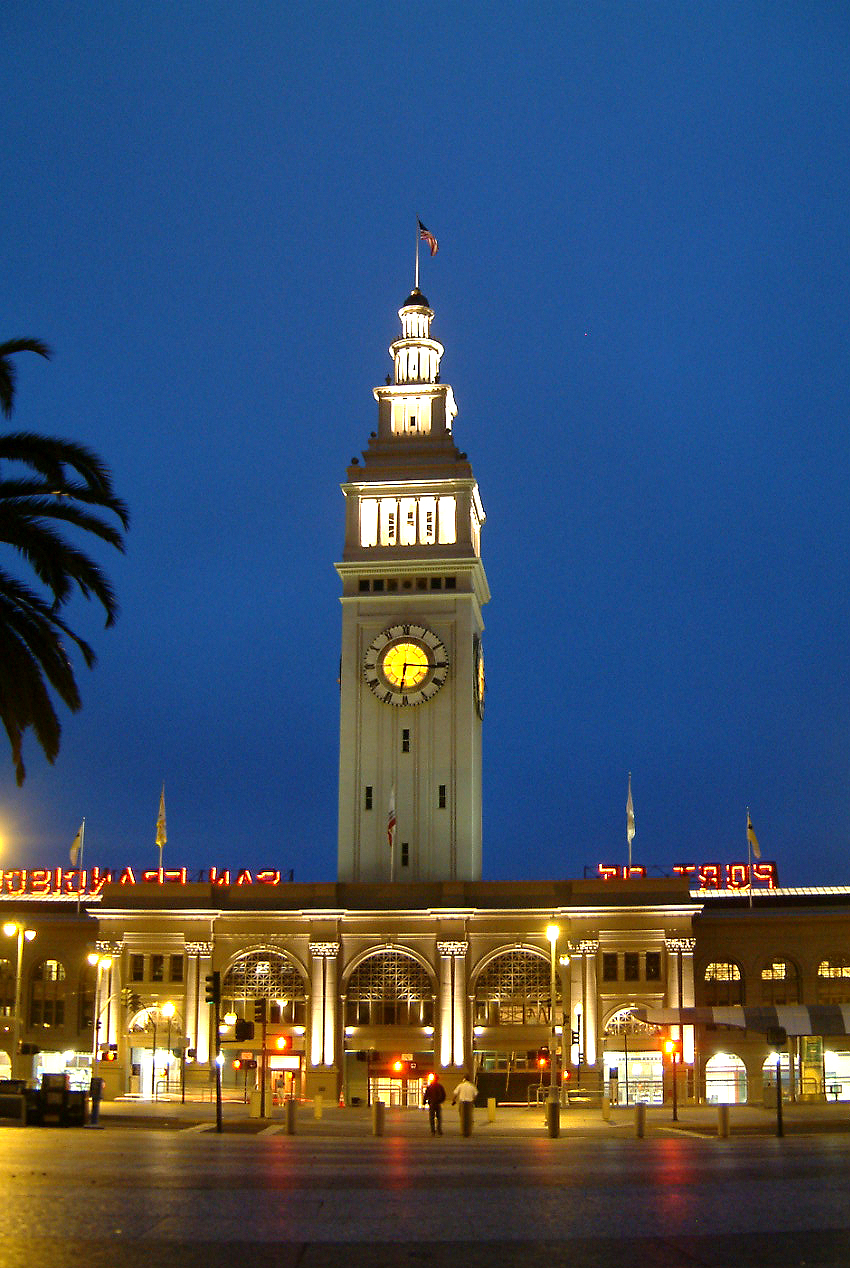
Edificio Ferry.

El Embarcadero (en inglés: The Embarcadero) es una arteria longitudinal que comunica la zona del puerto de San Francisco, California, Estados Unidos. Asimismo, también se conoce por este nombre a un barrio de la ciudad que se extiende desde el noroeste del Distrito Financiero y de Telegraph Hill, hasta Fisherman's Wharf al oeste y South Beach al sur. El centro del barrio es el Edificio Ferry, lugar de salida de ferrys parcialmente reconvertido en centro comercial.
El nombre de este barrio procede del castellano: embarcar, haciendo referencia a la zona portuaria donde se encuentra.
- Datos: Q1027626
- Multimedia: The Embarcadero (San Francisco) / Q1027626